# Simon Cox
Simon Richard Cox, född 28 april 1987 i Reading, England, är en irländsk fotbollsspelare. Han har tidigare spelat för bland annat Nottingham Forest, Swindon Town och West Bromwich Albion.

## Karriär
Den 16 januari 2020 värvades Cox av australiska A-League-klubben Western Sydney Wanderers, där han skrev på ett 1,5-årskontrakt. I maj 2021 meddelade Western Sydney Wanderers att Cox lämnade klubben och återvände till sin familj i Storbritannien-